# Horatio Greenough
Horatio Greenough (6 de setembre de 1805 – 18 de desembre de 1852) va ser un escultor i teòric de l'arquitectura nord-americà més conegut pels seus encàrrecs del govern dels Estats Units The Rescue (1837–50), George Washington (1840) i The Discovery of America (1840-43).

## Biografia
Fill d'Elizabeth Bender i David Greenough, va néixer a Boston el 6 de setembre de 1805, en una llar amb ètica per a l'honestedat i èmfasi en una bona educació. Horatio va mostrar un interès primerenc per les aficions artístiques i mecàniques. Particularment atret pel guix, cap als 12 anys va fer una estàtua de guix de William Penn, coneguda com la seva primera obra registrada. Horatio també va experimentar amb l'argila, mitjà que va aprendre de Solomon Willard. També va aprendre a tallar amb marbre sota les instruccions d'Alpheus Cary. Horatio semblava tenir un talent natural per a l'art, però al seu pare no li agradava la idea de l'art com a carrera d'Horatio.

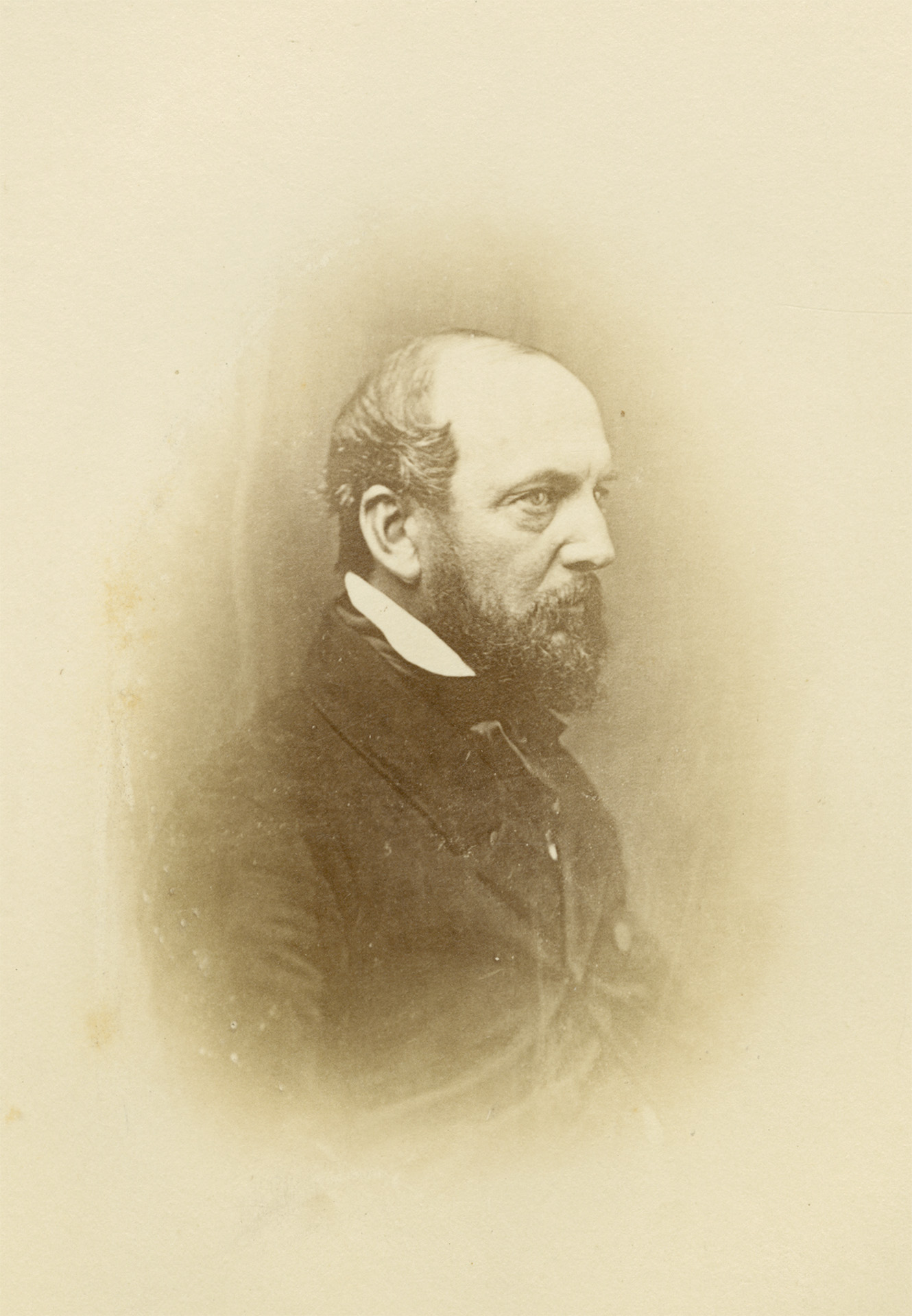
Horatio Greenough, 1852, impressió d'albúmina presa d'un daguerreotip de John Adams Whipple, [https://www.nga.gov/research/library/imagecollections.html Departament de Col·leccions d'Imatges, National Gallery of Art Library, Washington, DC

El 1814 Greenough es va matricular a la Phillips Academy, Andover, i el 1821 va ingressar a la Universitat Harvard. Allà va descobrir la seva passió per les obres de l'antiguitat i va dedicar gran part del seu temps a llegir literatura i estudiar obres d'art. Amb la idea d'estudiar a l'estranger, va aprendre italià i francès, però també va estudiar anatomia i va seguir modelant escultures. Mentre assistia a Harvard va trobar la seva primera influència crucial, Washington Allston. Allston va ser més que un mentor per a Greenough, i va arribar a ser un amic íntim que va il·luminar i inspirar Horatio, qui fins i tot va modelar un bust d'Allston. Abans de graduar-se a Harvard, va navegar fins a Roma per estudiar art. Allà va conèixer el pintor Robert W. Weir, mentre vivia a la Via Gregoriana.
Els dos es van fer amics íntims i van estudiar junts el Renaixement i les obres de l'antiguitat. Els seus preferits eren el grup de Laocoont de les galeries d'estructura del Vaticà i l'Apol·lo Belvedere. Durant el temps que va passar a Roma, Greenough va crear molts busts, com ara una estàtua a mida completa de l'Abel mort, un John Cranch difunt i un autoretrat.
Va tornar a Boston el maig de 1827 amb Weir, després de recuperar-se d'un atac de malària. Va modelar busts com Josiah Quincy, president de Harvard, Samuel Appleton i John Jacob Astor. En un intent d'establir una major reputació, va buscar de fer un retrat del president John Quincy Adams. El seu pla va funcionar ja que va mostrar un estil de naturalisme en aquesta peça com ho va fer en moltes altres obres. El 1828 va establir un estudi a Florència.
Tot i que Greenough tenia en general bona salut, el desembre de 1852 va contreure una forta febre. El 18 de desembre, després de dues setmanes d'aquesta febre molt alta, va morir als 47 anys a Somerville, prop de Boston.
Va ser elegit membre de l'Acadèmia Americana de les Arts i les Ciències el 1843. El seu quadern de dibuixos es conserva als Archives of American Art. El 1828 va ser elegit a l'Acadèmia Nacional de Disseny com a Acadèmic Honorari.
El seu germà petit era l'escultor Richard Saltonstall Greenough .
El fill d'Horatio, el biòleg Horatio S. Greenough, va proposar un disseny de microscopi estereoscòpic a Ernst Abbe, de l'empresa Carl Zeiss AG, cap a l'any 1896 a París que va donar lloc al primer microscopi estereoscòpic comercial. El disseny d'Horatio S. Greenough, originalment destinat a la dissecció, encara s'utilitza àmpliament a la indústria òptica.

## Obres

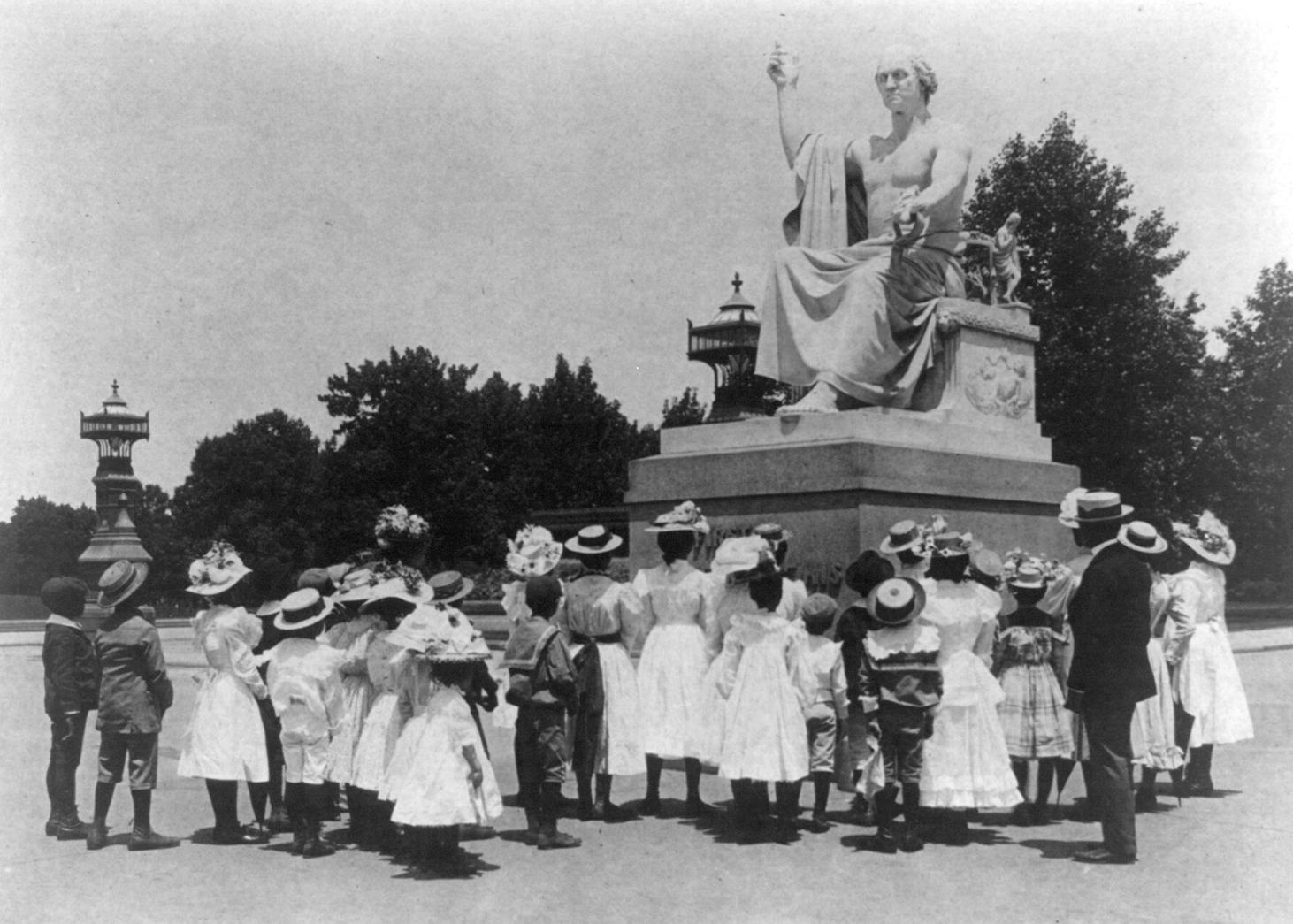
Estàtua de George Washington d'Horatio Greenough, fotografia d' Alfred Cheney Johnston cap al 1899

Les seves escultures reflectien la veritat i la realitat, però també els antics ideals estètics clàssics apresos de Washington Allston. Moltes de les obres de Greenough es van fer a Florència, Itàlia, on va passar la major part de la seva vida professional. La seva escultura The Rescue (1837–1850) i el seu George Washington (1840) a mida extraordinària derivaven d'encàrrecs del govern dels Estats Units. Algunes de les seves altres escultures més famoses i importants inclouen James Fenimore Cooper (1831), Castor and Pollux (1847) i Marquis de Lafayette (1831–32). Dibuixant prolífic, una selecció dels seus dibuixos es va mostrar l'any 1999 a l'exposició Horatio Greenough: An American Sculptor's Drawings, al Middlebury College Museum of Art .
Les seves obres es troben a l'Art Institute of Chicago, Metropolitan Museum of Art, Museum of Fine Arts, i al Smithsonian American Art Museum.

## Teoria arquitectònica
Probablement els èxits més duradors de Greenough són els seus assaigs sobre l'art. En ells Greenough va criticar repetidament l'arquitectura americana de la seva època per la seva imitació dels estils històrics europeus. Va escriure amb entusiasme sobre la bellesa dels cossos d'animals, de les construccions de màquines i del disseny de vaixells, i va argumentar que pel que fa a l'arquitectura, les solucions formals eren inherents a les funcions de l'edifici. D’aquesta manera va ser un precursor del pensament funcionalista a l'arquitectura posterior.
L'origen de la coneguda frase "La forma segueix la funció" s'atribueix sovint, però erròniament, a Greenough, tot i que la teoria de les formes inherents, de la qual la frase n'és un resum adequat, informa tots els escrits de Greenough sobre art, disseny i arquitectura. La frase en si va ser encunyada per l'arquitecte Louis Sullivan, molt més jove que Greenough, el 1896, uns cinquanta anys després de la mort de Greenough. Greenough, igual que el mateix Sullivan, es va veure influenciat pel pensament transcendentalista i la religió unitària de Ralph Waldo Emerson, qui va escriure, per exemple, en el seu assaig sobre "Nature" (1836), que "La natura que va fer el paleta, va fer la casa". Tanmateix, era protestant. Els escrits de Greenough es van oblidar durant molt de temps i van ser redescoberts només als anys trenta. El 1947 es va publicar una selecció dels seus assaigs sota el títol Form and Function: Remarks on Art by Horatio Greenough .

## Galeria

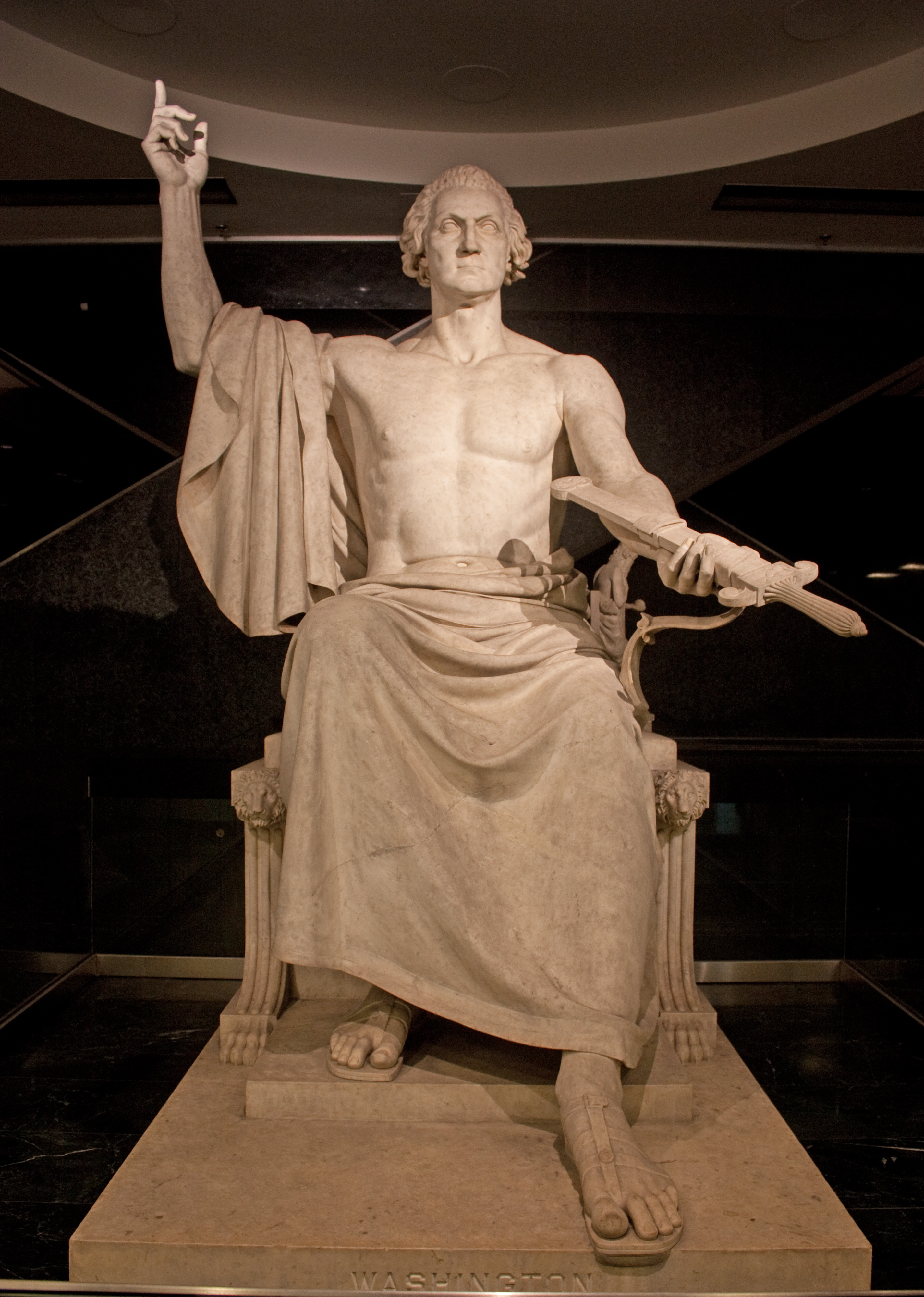
George Washington (1840)
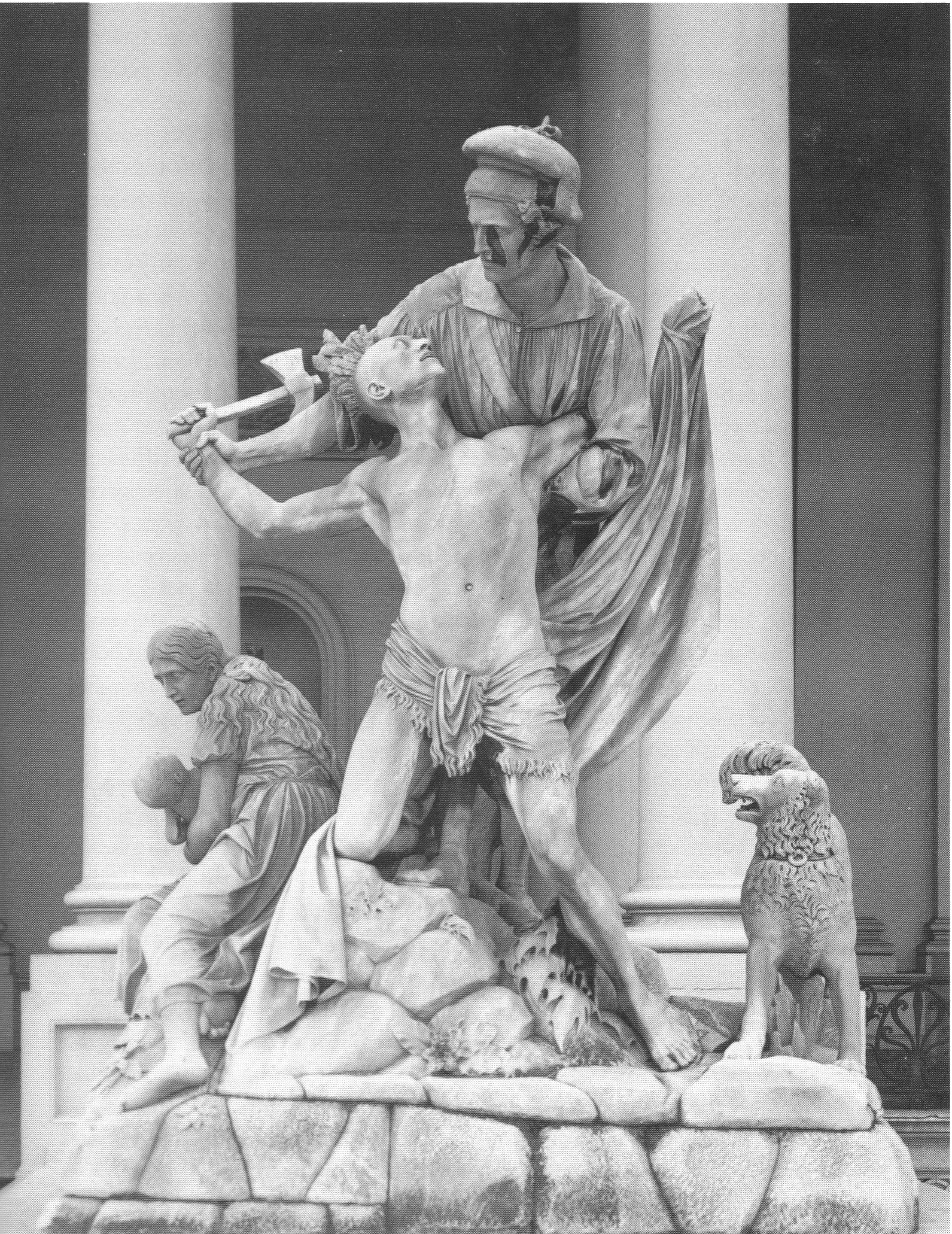
The Rescue (1837–50) al seu antic lloc a la façana est del Capitoli dels Estats Units